# オリビエ・ブーレイ
オリビエ・ブーレイ（Olivier Boulay 、1957年8月9日 -）は、フランスのカーデザイナーである。2009年から中国、北京にあるダイムラー社の先行デザイン・センター（Advanced Design Centre）を率いる立場に就いている。 

## 経歴
1981年までパリのEcole Superieure d'Arts Graphiques et d' Architectureで学び、翌年にはロンドンのロイヤル・カレッジ・オブ・アート（the Royal College of Art ）へ移る。卒業後はコヴェントリーにあるPSA・プジョーシトロエンの先行デザインスタジオに勤め、1982年から2年間I.DE.Aでティーポ3・プロジェクト（後のフィアット・ティーポ、アルファロメオ・155、ランチア・デドラ）に携わり、1984年から1986年までポルシェに在籍した。
1987年に西ドイツにあるダイムラー・ベンツのデザイン部門にマネージャーとして入社し、メルセデス・ベンツ・Sクラスとメルセデス・ベンツ・Cクラスの外装デザインチームに参画した。
1989年に富士重工業（現:SUBARU）に移籍し、日本の自動車会社で初の日本人以外のチーフデザイナーとなった。同社では2代目レガシィ（BD/BG系）のデザインを担当した。
1992年にダイムラー・ベンツが日本に先行デザインスタジオを立ち上げると、ブーレイは再びダイムラー・ベンツに移籍した。日本のスタジオのジェネラル・マネージャーとして、1997年の東京モーターショーに展示されたマイバッハ・コンセプトを手掛け、その後マイバッハ・57/62の量産準備にあたり、ダイムラー・クライスラーのドイツの先行デザインスタジオにジェネラル・マネージャーとして戻った。
2001年5月にダイムラー・クライスラーが三菱自動車の経営を引き受けるにあたり、ブーレイは三菱自動車のデザイン部門のトップに任命された。三菱の財政的な苦境とダイムラー・クライスラーが筆頭株主であった期間が短かったために、ブーレイの在任期間中に発表できた新モデルはグランディスただ1台だけであった。しかし、2001年の東京モーターショーに先立つ5ヶ月間に4台のコンセプトカーを開発するなど、ブーレイが当時開発中だった他の車種に与えた影響は大きい（次項で詳説）。
2004年にダイムラー・クライスラーが三菱自動車との提携を解消すると、ダイムラー・クライスラーとの契約期間が残っていたブーレイは再びドイツの先行デザインスタジオにジェネラル・マネージャーとして帰任した。

## ブーレイ顔

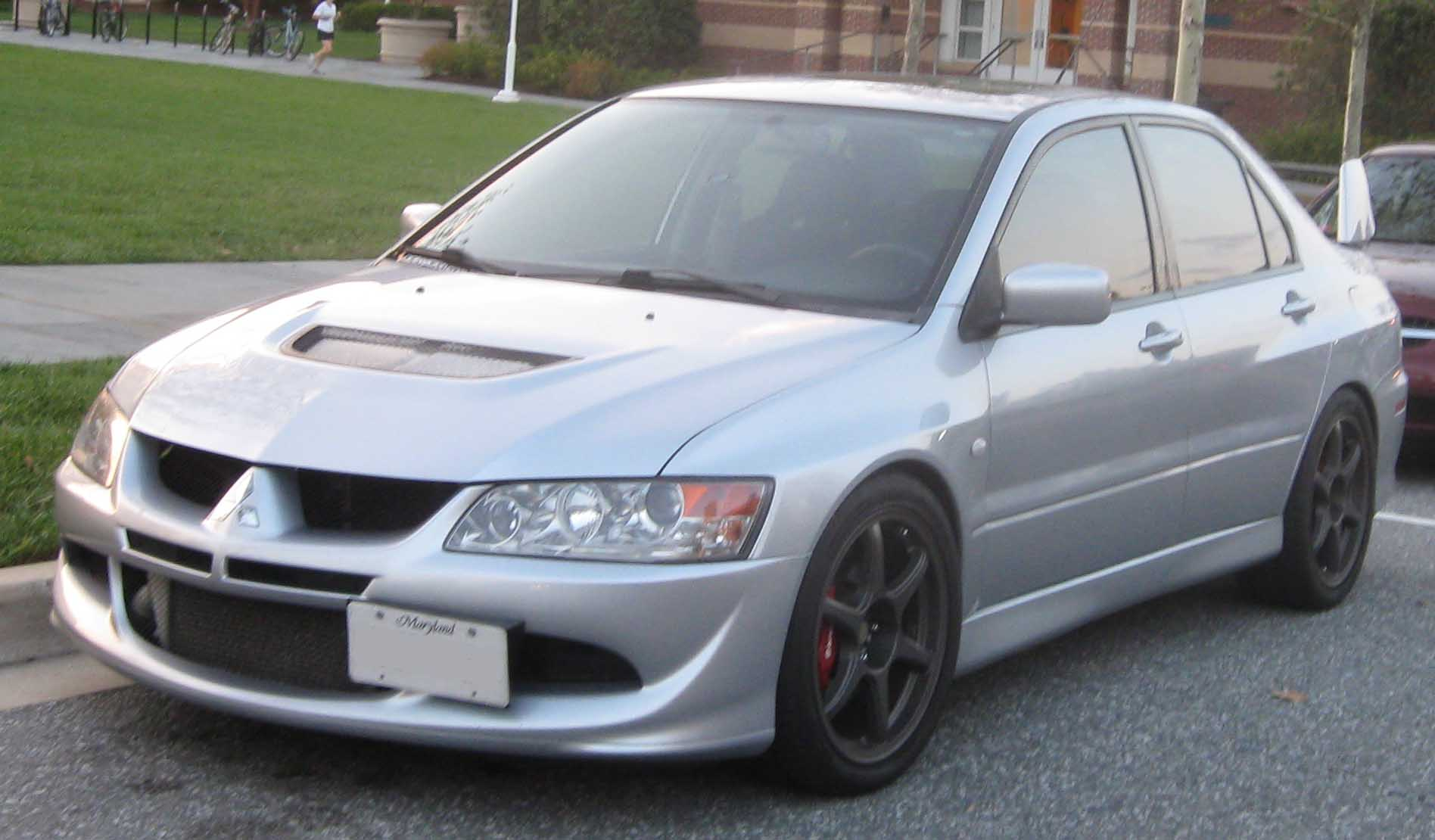
「ブーレイ顔」のランエボVIII

ブーレイは「三菱自動車の力強いイメージを確立するためには、統一された近似性が重要」だと認識し、先述した4台のコンセプトカー（CZ2、CZ3ターマック、スペースライナー と SUP）はグリル下辺にカーブを持たせてボンネットの縁で鋭角に折り返し、中央に富士山型の突起を設けて三菱マークを大きく配するという、共通のフロントフェイスを持っていた。
後にこの顔は、2003年にオーストラリア市場でマグナのマイナーチェンジ（後継は380）と、日本市場では軽自動車のiに採用された。後者2モデルが市場に導入された当時、既にブーレイは三菱自動車を去った後だった。他にパリ・ダカールラリーマシンのパジェロエボリューションも担当し、これ以降の多くの三菱車にもその影響は垣間見える。しかし、日本ではこのフロントフェイス（いわゆる「ブーレイ顔」）は賛否両論を呼んだ。またランサーエボリューションVIIIの場合は冷却性低下や空気抵抗の増大が問題視され、｢性能一辺倒のランエボらしくない“退化”」と実用上の問題からブーレイ顔を快く思わない層もいる。
後にグランディス、コルト、ランサーの日本仕様、及びランエボ(VIII→IX)についてはマイナーチェンジでブーレイ顔が廃止された。

## 代表作
- 初代 メルセデス・ベンツ・Cクラス（1993年）
- 2代目 スバル・レガシィ（1993年）
- マイバッハ･57、62（2002年）

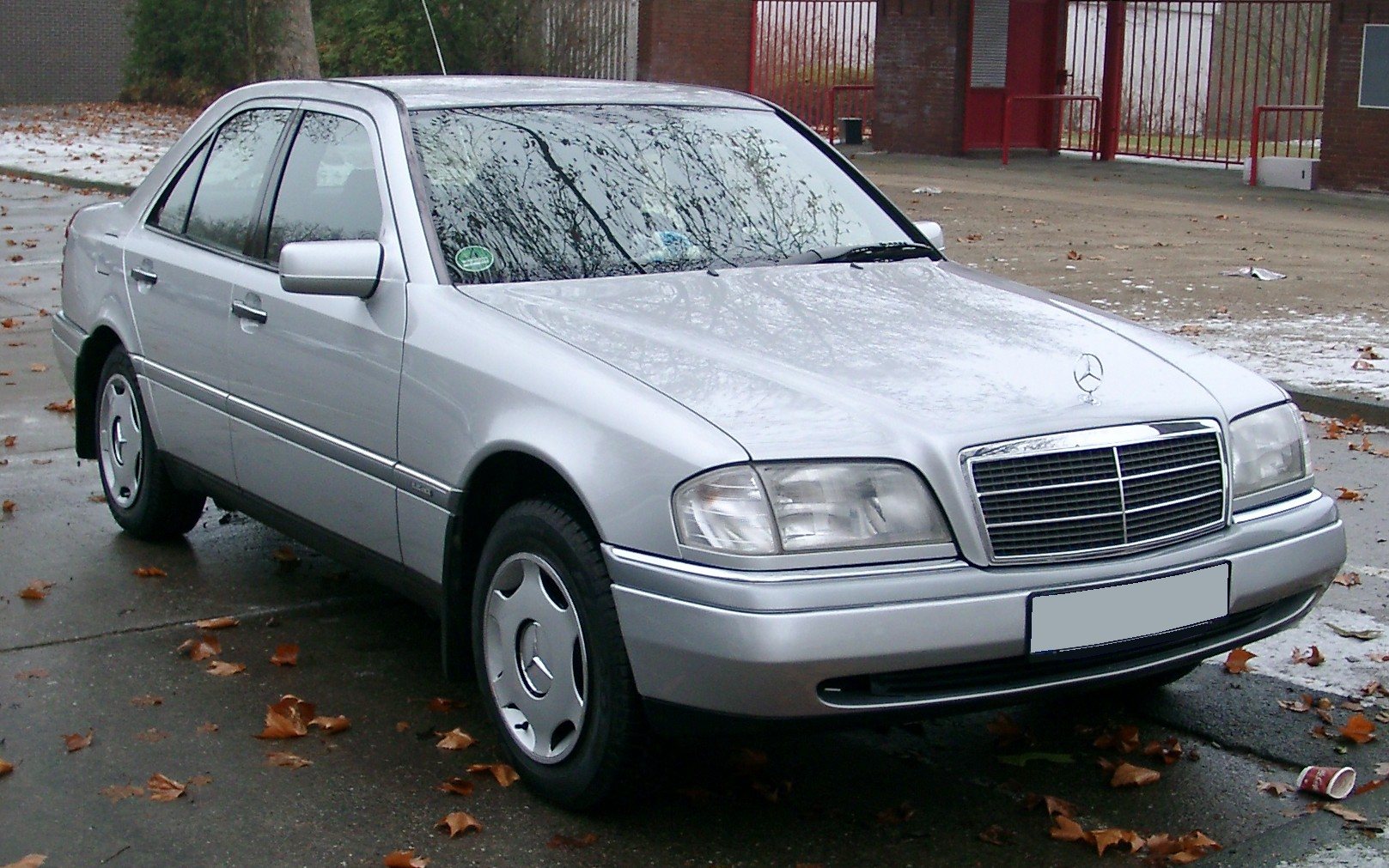
初代 メルセデス・ベンツ・Cクラス セダン
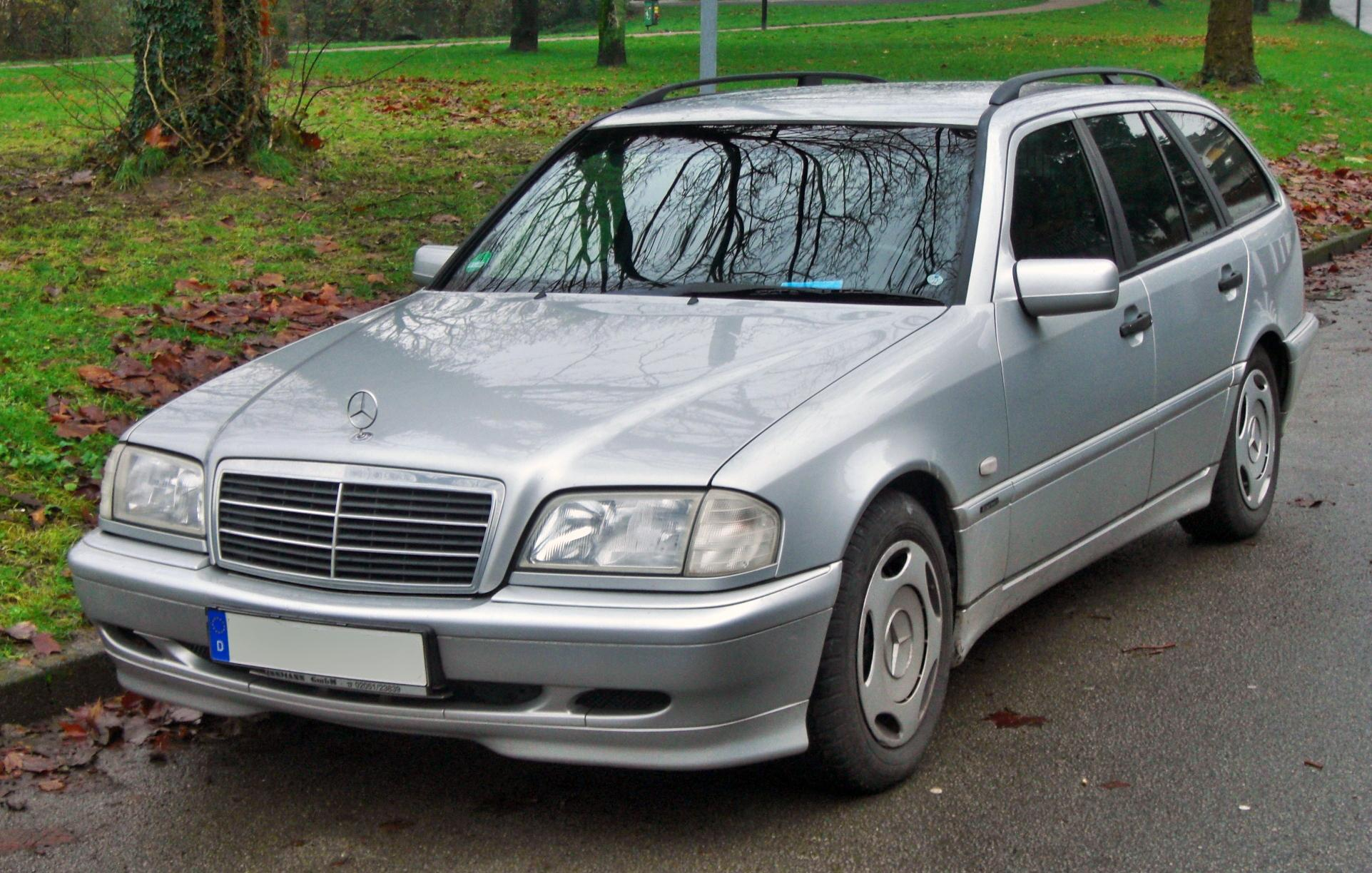
初代 メルセデス・ベンツ・Cクラス ワゴン
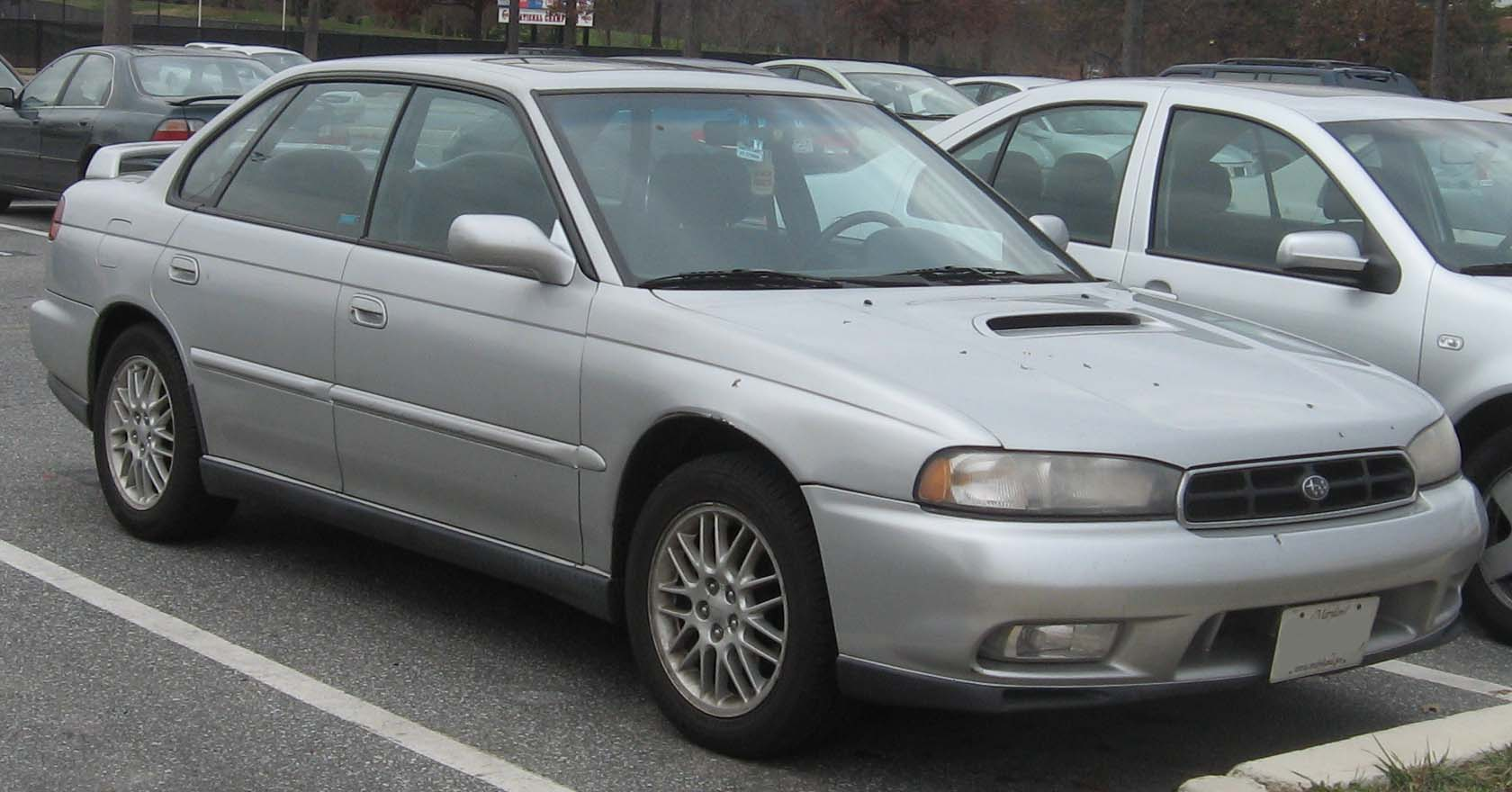
2代目 スバル・レガシィ セダン
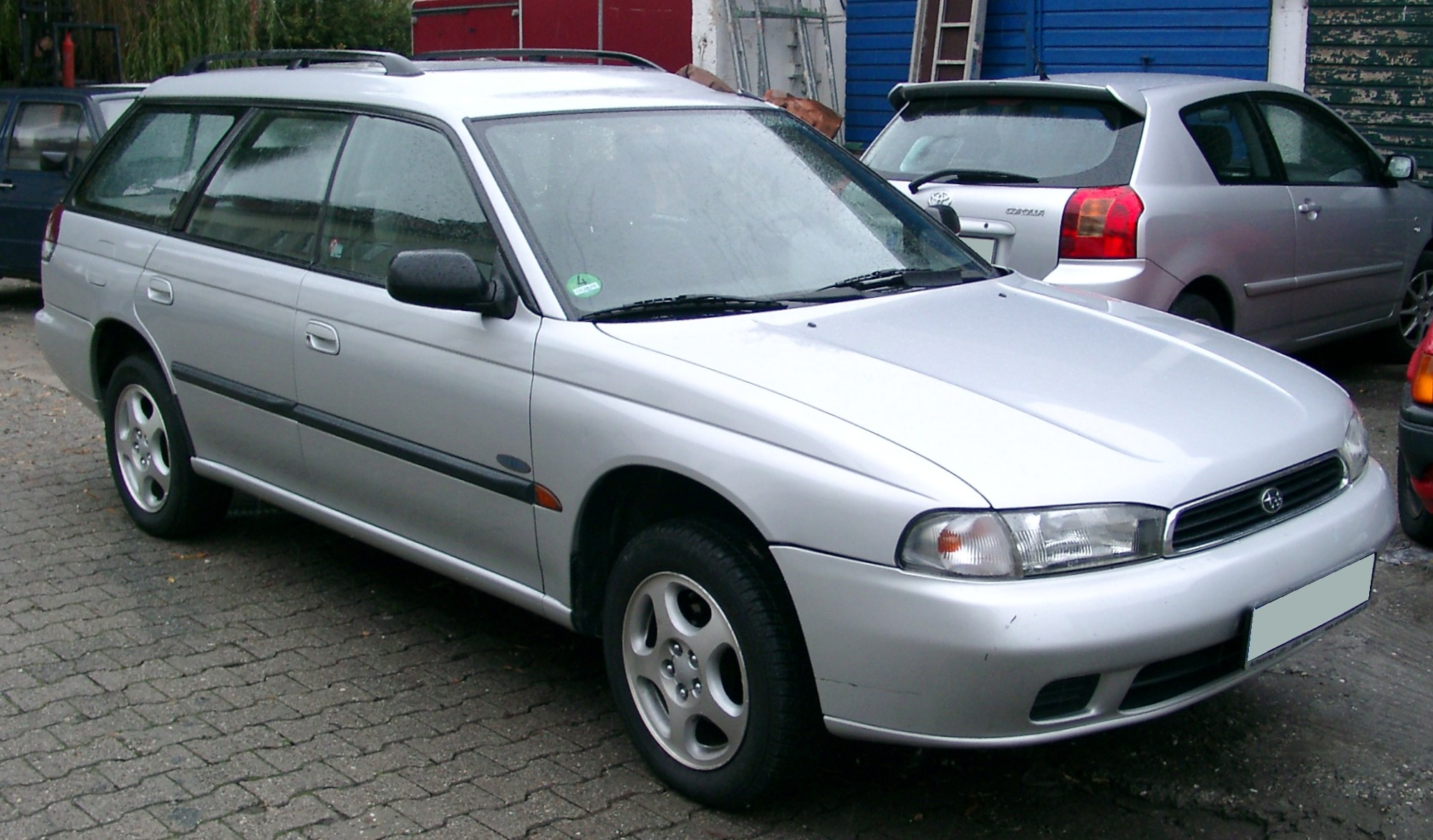
2代目 スバル・レガシィ ワゴン
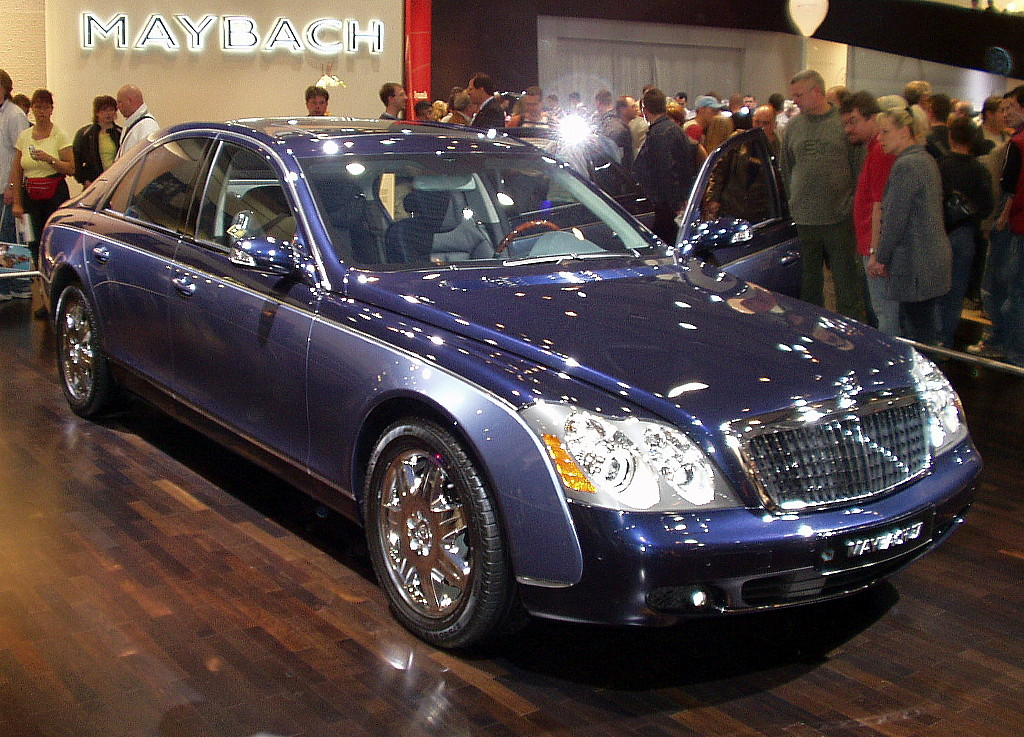
マイバッハ･57
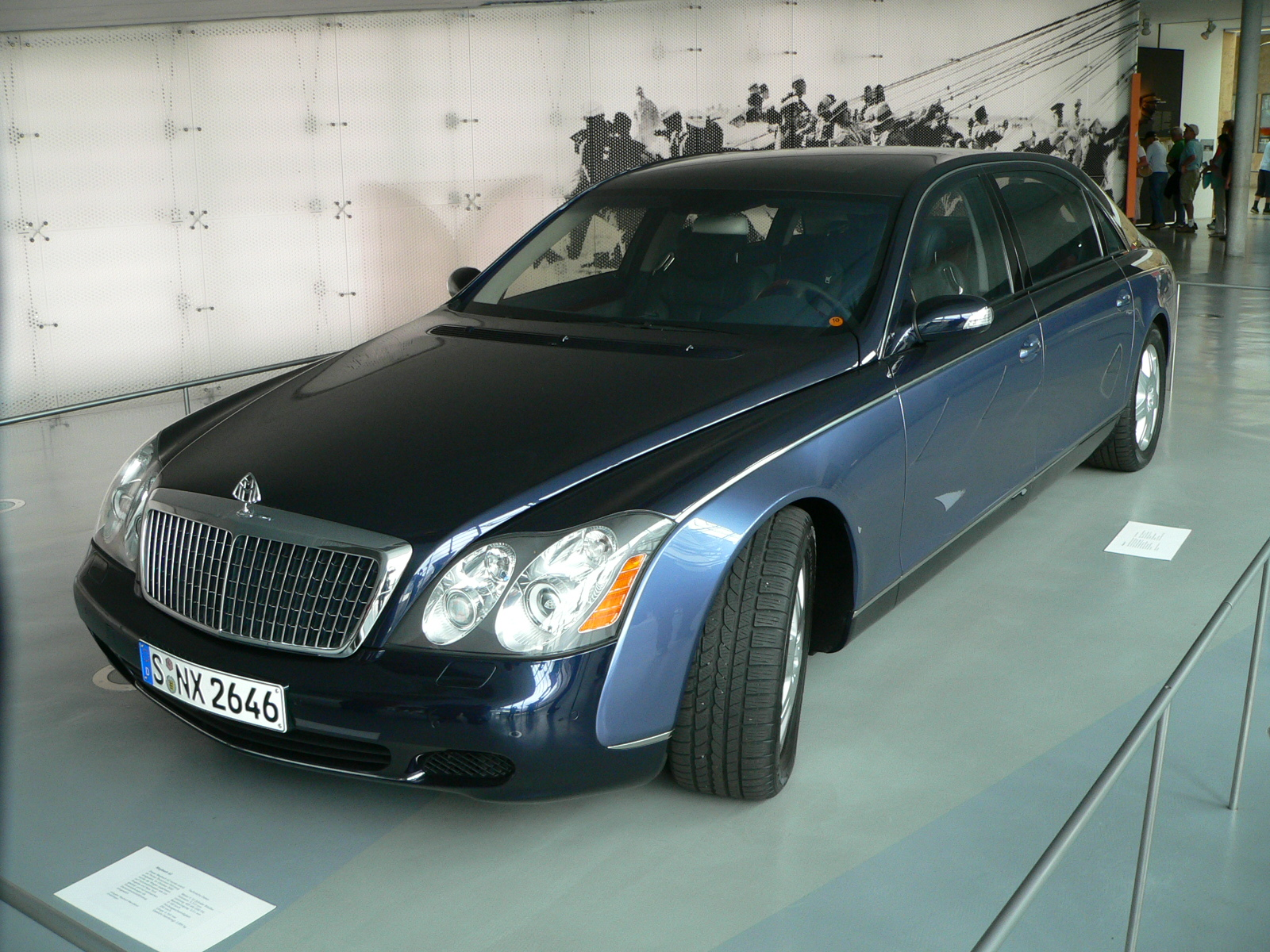
マイバッハ･62

## 監修作
- 三菱・コルト（2002年）
- 三菱・グランディス（2003年）
- 三菱・Space Liner（2001年）
- 三菱・SUP（2001年）

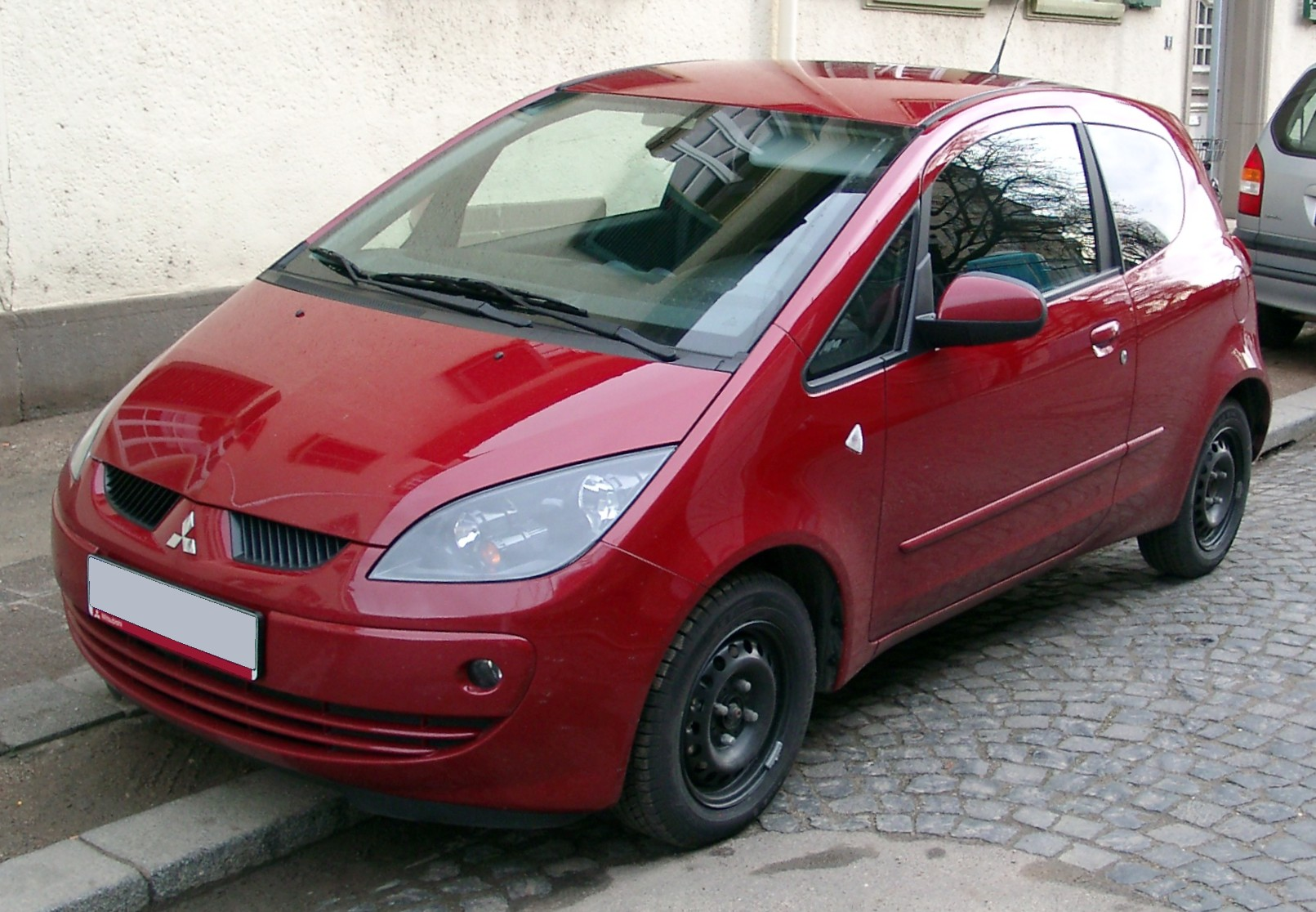
三菱・コルト
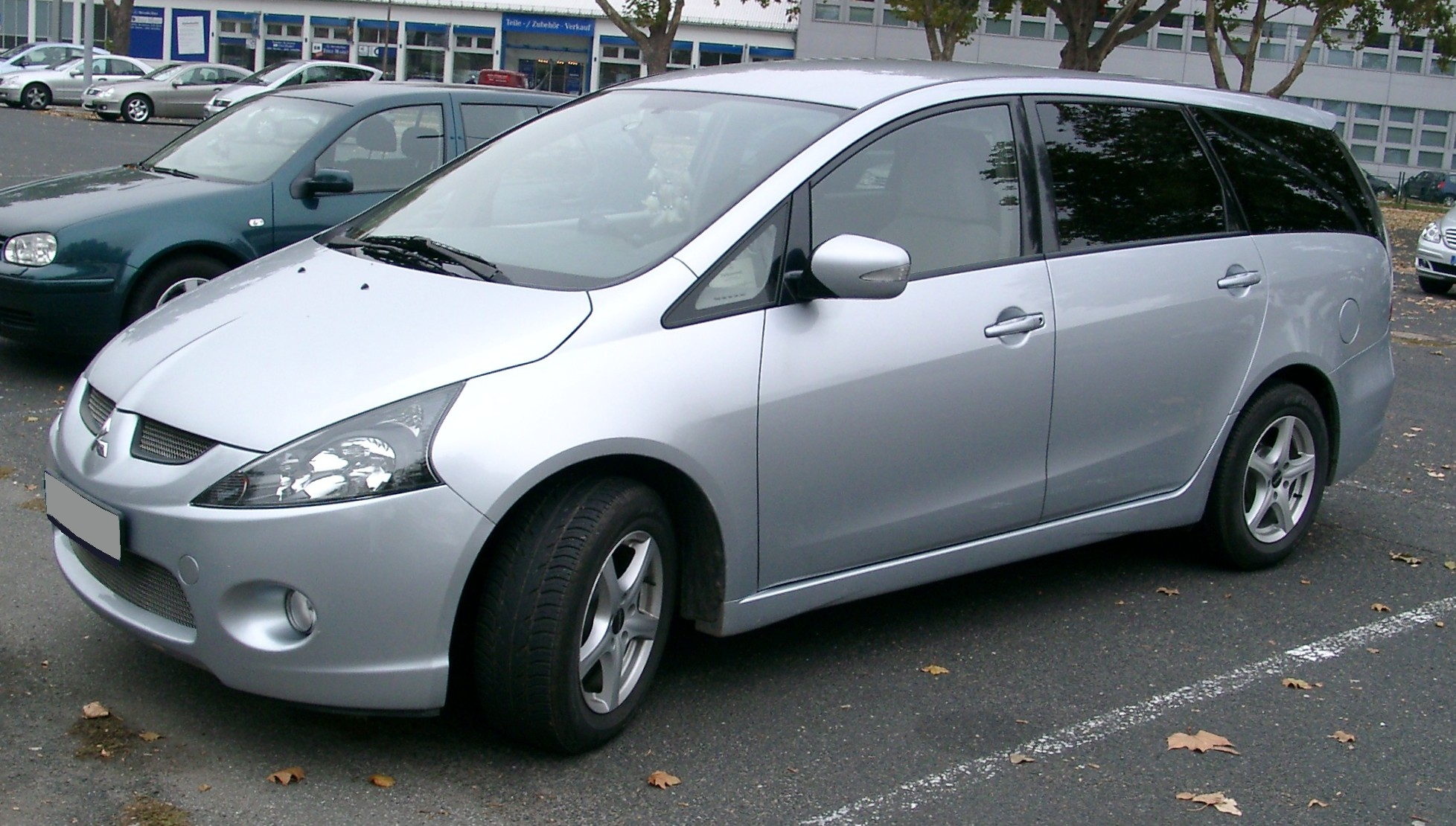
三菱・グランディス

- 三菱・ランサー（2003年、フェイスリフト）
- 三菱・マグナ（2003年、フェイスリフト）

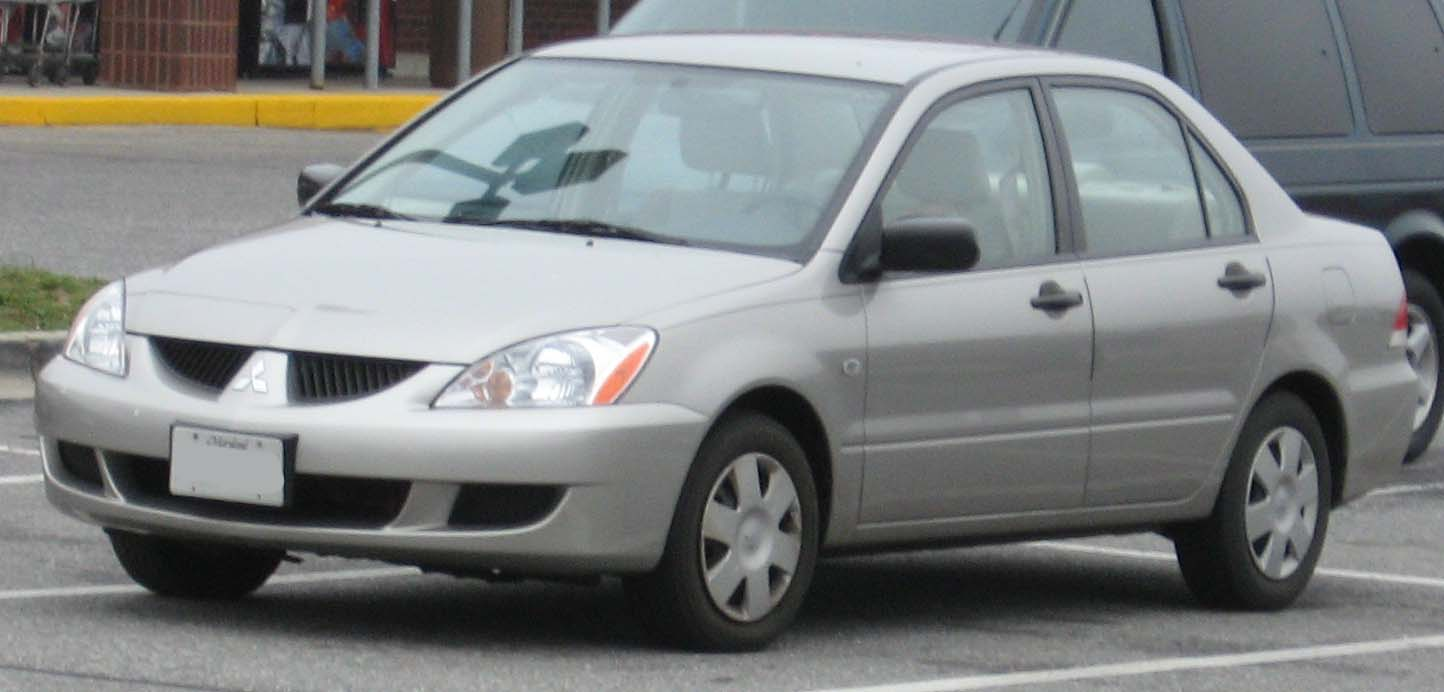
三菱・ランサー